# Nordischer Drachenkopf
Der Nordische Drachenkopf (Dracocephalum ruyschiana), auch Berg-Drachenkopf oder Schwedischer Drachenkopf genannt, ist eine Pflanzenart aus der Gattung der Drachenköpfe (Dracocephalum) in der Familie der Lippenblütler (Lamiaceae).

## Beschreibung

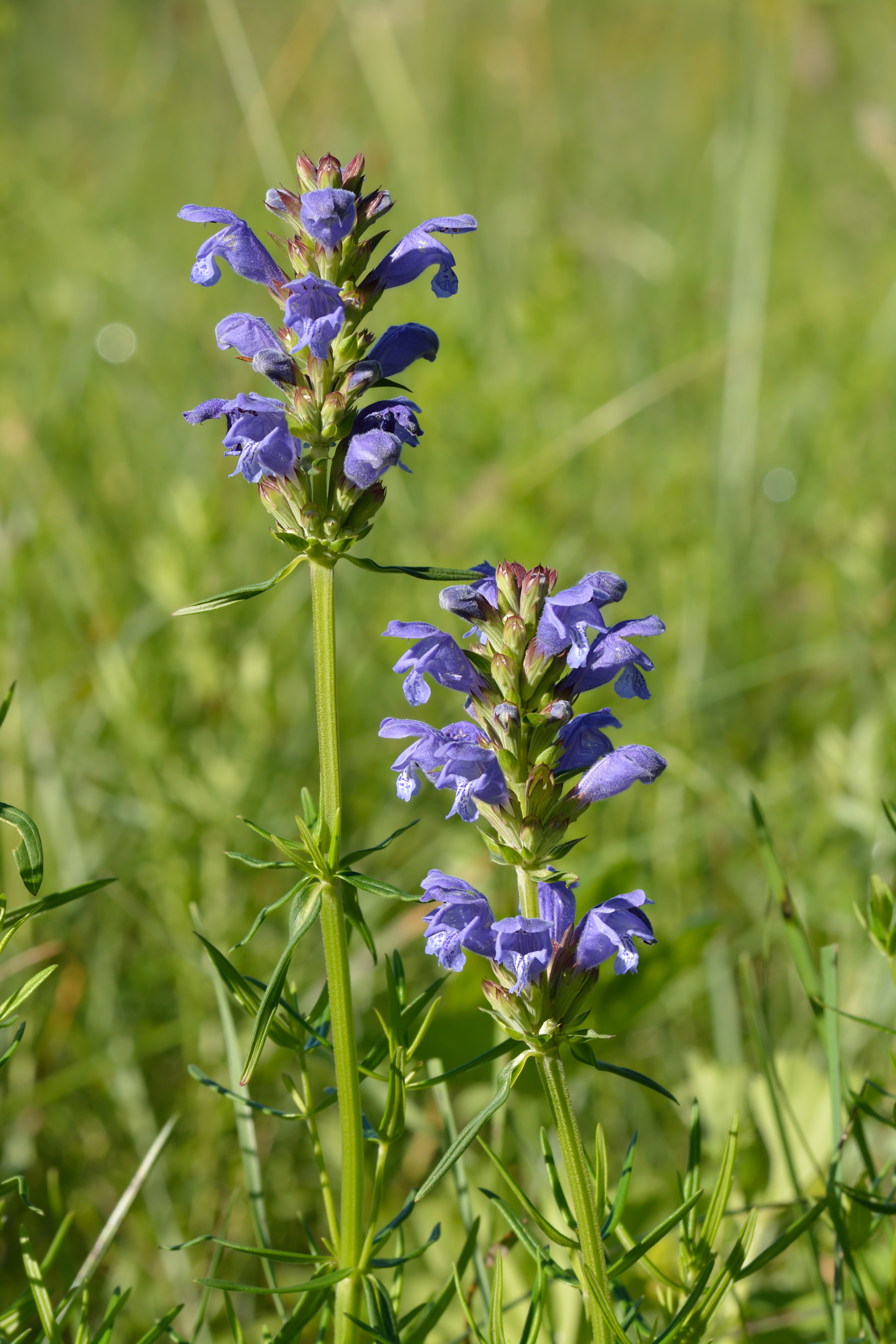
Blütenstände

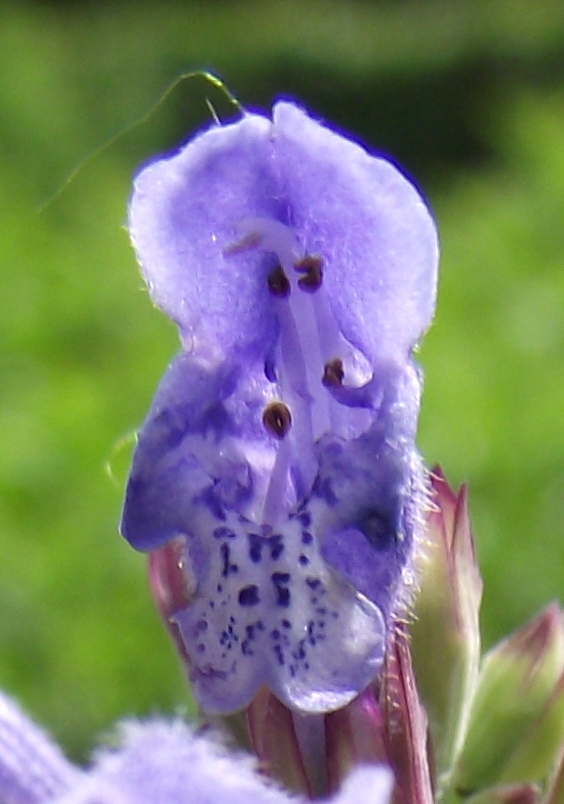
Zygomorphe Blüte

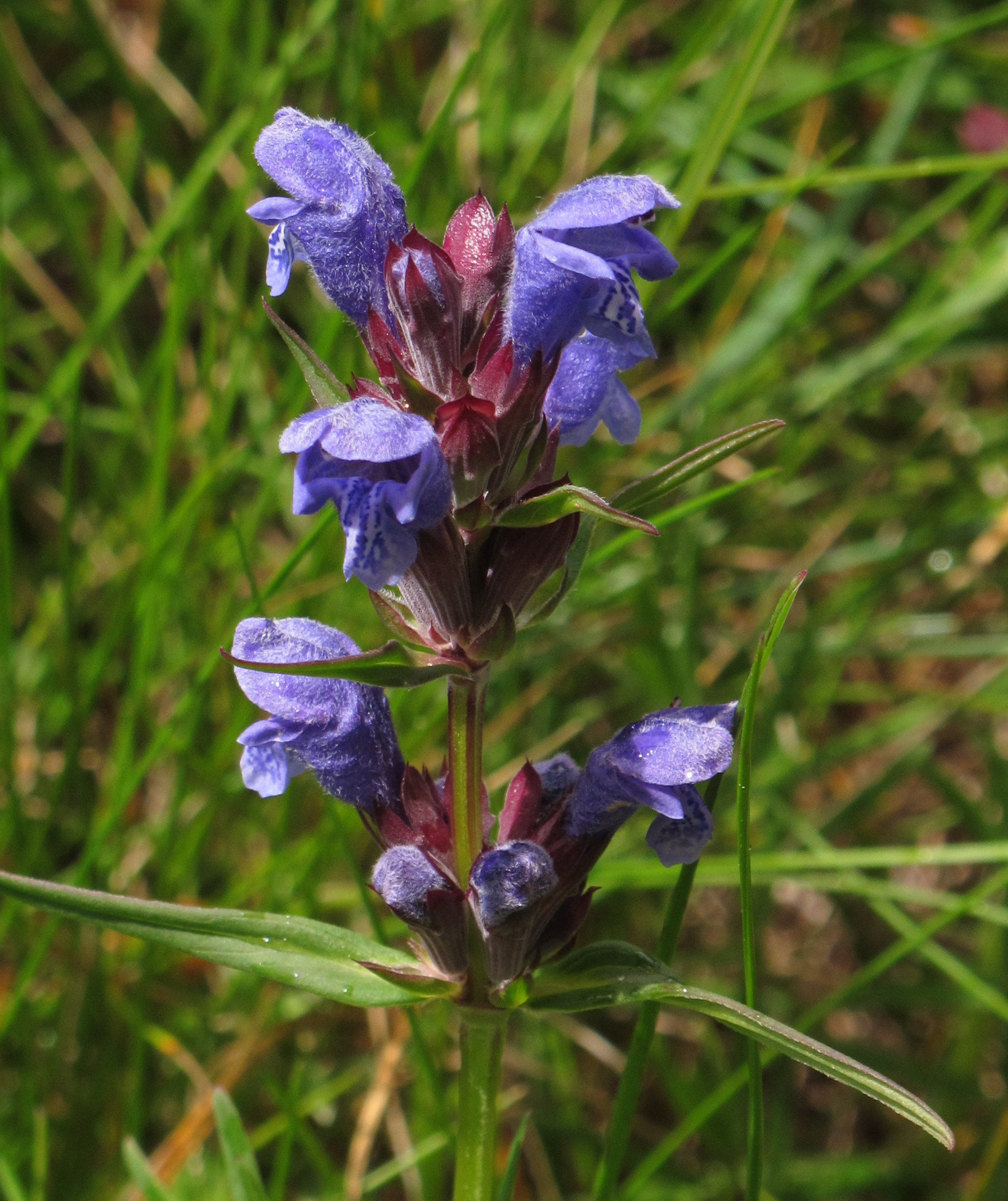
Blütenstand

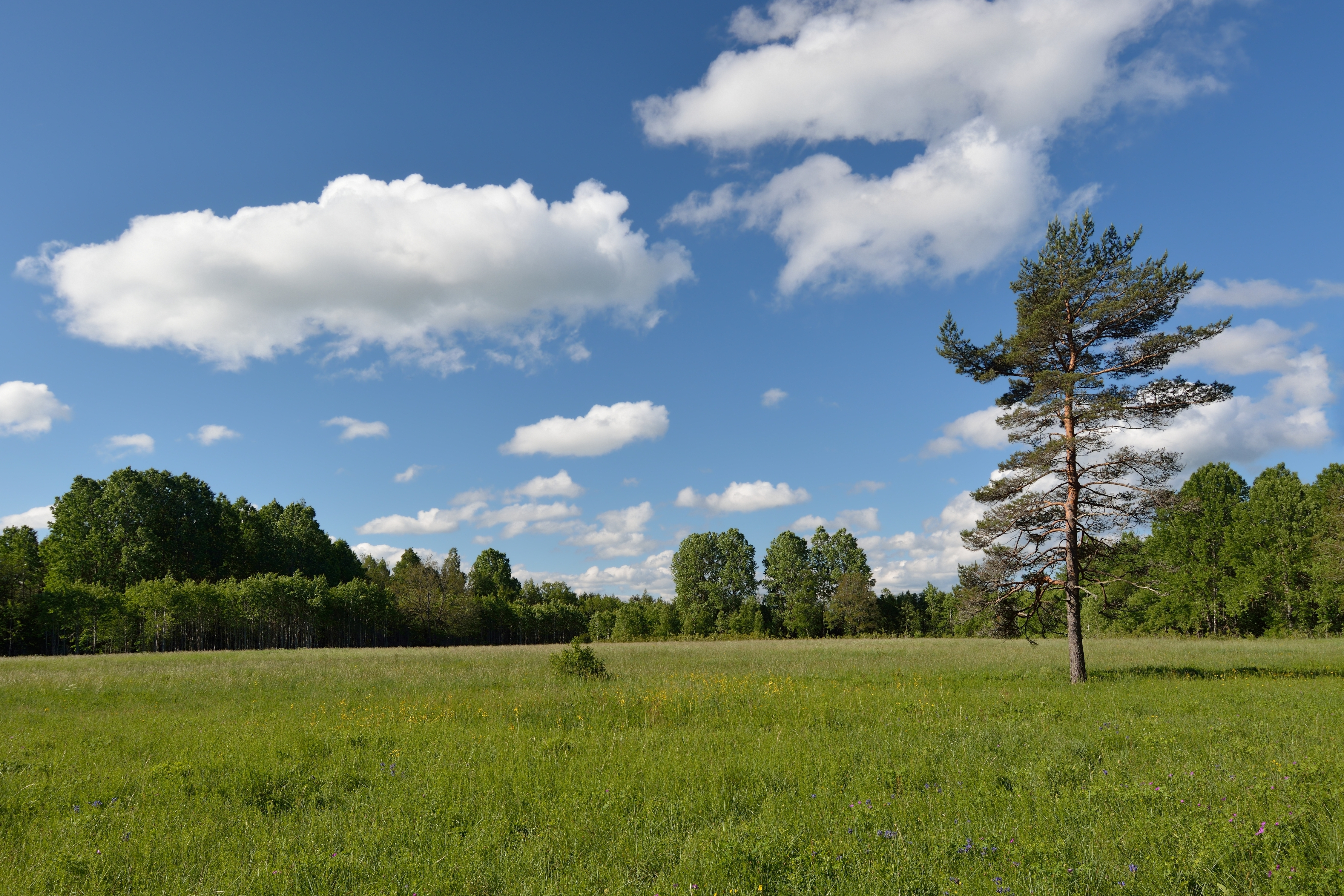
Habitat in Estland

### Vegetative Merkmale
Der Nordische Drachenkopf ist eine ausdauernde krautige Pflanze, die Wuchshöhen von 10 bis 30 Zentimetern erreicht. Der Stängel ist aufrecht oder aufsteigend und beinahe kahl oder kurz behaart.
Die unteren Laubblätter sind kurz gestielt und die oberen sitzend. Die einfachen, ungeteilten, meist kahlen Blattspreiten sind ganzrandig, linealisch bis linealisch-lanzettlich mit stumpfem oberen Ende. Sie sind 2 bis 5,5 Zentimeter lang und 2 bis 6 Millimeter breit. Der Blattrand ist umgerollt.

### Generative Merkmale
Die Blütezeit reicht von Juni bis August, zum Teil bis September. In endständigen, dichten traubigen Blütenständen stehen Scheinquirle übereinander. Die Tragblätter sind oval-lanzettlich und ungeteilt. Die Scheinquirle enthalten jeweils zwei bis sechs Blüten.
Die zwittrige Blüte ist zygomorph und fünfzählig mit doppelter Blütenhülle. Der Kelch ist fünfzehnnervig und zweilippig. Er ist röhrig-glockig, meist violett überlaufen und mit 6 bis 7 Millimeter langer Kelchröhre und etwas kürzeren dereckig-lanzettlichen Zähnen. Die oebern Zähne sind etwas breiter als die unteren. 
Die Blütenkrone ist blaupurpurfarben, blau bis violett, seltener rosafarben oder weiß. Die Kronröhre ist am Schlund erweitert und am Grund schmal. Die Krone ist zweilippig und 15 bis 28 Millimeter lang. Die Oberlippe ist zweilappig und helmförmig gewölbt. Die Staubbeutel sind behaart. Die Staubfäden sind kahl. Die Nüsschen sind dunkelbraun, 2,5 Millimeter lang, glatt und glänzend.
Die Chromosomenzahl beträgt 2n = 14.

## Vorkommen, Gefährdung und Schutz
Dracocephalum ruyschiana ist im warmgemäßigten bis gemäßigten Eurasien weitverbreitet. Die europäische Verbreitung des Nordischen Drachenkopf erstreckt sich in mehr oder weniger großen Arealen von den französischen Pyrenäen im Westen bis nach Russland im Osten und weiters vom südlichen Skandinavien über die baltischen Staaten bis zur Balkanhalbinsel im Süden. Es gibt Fundortangaben für Frankreich, die Schweiz, Deutschland, Österreich, Italien, Ungarn, Polen, Belarus, Ukraine, Russland, Moldawien, Serbien, Rumänien Litauen, Estland, Lettland und Schweden.
Der Nordische Drachenkopf gedeiht in Mitteleuropa in subalpinen und alpinen Grasfluren sowie trocken-warmen Kiefern- und Lärchen-Wäldern. Der Nordische Drachenkopf kommt in den Alpen in Pflanzengesellschaften der Verbände Festucion variae oder Erico-Pinion vor, in Osteuropa in Pflanzengesellschaften des Verbands Cytiso-Pinion. In den Lechtaler Alpen steigt er auf der Greitjochspitze südlich von Bach bis zu einer Höhenlage von 2260 Metern auf. Die Vorkommen im Tiroler Teil der Allgäuer Alpen liegen in Höhenlagen von 1400 bis 1700 Metern.
Die Bestände in Mitteleuropa gelten als stark gefährdet und werden durch die Aufnahme in Anhang I der Berner Konvention geschützt. Der Nordische Drachenkopf gilt in Deutschland als ausgestorben oder verschollen und wird sowohl nach dem Bundesnaturschutzgesetz als auch nach der Bundesartenschutzverordnung unter besonderen und strengen Schutz gestellt.
In Österreich kommt der Nordische Drachenkopf sehr selten in Kärnten, Tirol und Osttirol vor. Er gilt laut der Roten Liste Österreichs als gefährdet und ist unter vollständigen Naturschutz gestellt.
Die Schweizer Vorkommen des Nordischen Drachenkopfs sind laut der Roten Liste der Schweiz in einigen Regionen gefährdet, insgesamt jedoch gering gefährdet und werden durch Listung in Anhang 2 der Verordnung über den Natur- und Heimatschutz geschützt.
Die ökologischen Zeigerwerte nach Landolt & al. 2010 sind in der Schweiz: Feuchtezahl F = 2 (mäßig trocken), Lichtzahl L = 4 (hell), Reaktionszahl R = 4 (neutral bis basisch), Temperaturzahl T = 2 (subalpin), Nährstoffzahl N = 3 (mäßig nährstoffarm bis mäßig nährstoffreich), Kontinentalitätszahl K = 4 (subkontinental).

## Systematik
Dracocephalum ruyschiana wurde 1753 durch Carl von Linné in Species Plantarum, Tomus II, S. 595 erstveröffentlicht. Synonyme für Dracocephalum ruyschiana L. sind: Ruyschiana ruyschiana (L.) House, nom. illeg., Dracocephalum alpinum Salisb., Dracocephalum angustifolium Gilib. nom. illeg., Dracocephalum hyssopifolium Mart. ex Steud., Dracocephalum spicatum (Mill.) Dulac, Ruyschiana fasciculata Clairv., Ruyschiana spicata Mill., Zornia linearifolia Moench. Das Artepitheton ruyschiana hatte Carl von Linné von Herman Boerhaave übernommen, der eine Pflanzengattung so benannt hatte; damit war der holländische Arzt, Apotheker und Professor der Botanik Frederik Ruysch (1638–1731) geehrt worden.

## Ökologie
Blütenbesucher sind meist Hummeln. Neben Zwitterblüten kommen auch rein weibliche Blüten vor (Gynodiözie).

## Nutzung
Der Nordische Drachenkopf wird selten als Zierpflanze für Steingärten genutzt.